# Comuna Salhanî, Cetatea Albă
Salhanî (în ucraineană Салгани) este o comună în raionul Cetatea Albă, regiunea Odesa, Ucraina, formată din satele Abrîkosove și Salhanî (reședința).

## Demografie
Componența lingvistică a comunei Salhanî
     Ucraineană (76,37%)
     Rusă (18,85%)
     Bulgară (1,9%)
     Română (1,29%)
     Alte limbi (1,23%)
Conform recensământului din 2001, majoritatea populației comunei Salhanî era vorbitoare de ucraineană (76,37%), existând în minoritate și vorbitori de rusă (18,85%), bulgară (1,9%) și română (1,29%).